# Tsai Chin
Tsai Chin Zhou (chino 周采芹, pinyin Zhōu Cǎiqín) también conocida como Irene Chow (Tianjin, 1 de septiembre de 1933) es una actriz de cine y teatro, así como cantante china nacionalizada británica.

## Reseña biográfica
Nacida en Tianjin, es hija de Zhou Xinfang, actor de ópera de Pekín, y hermana de Michael Chow, actor y propietario de una cadena de restaurantes famosos. Se ha casado y divorciado dos veces. Creció en Pekín, y vivió ahí durante la ocupación japonesa en China, sin embargo, decidió migrar para alejarse de las tensiones políticas y culturales que asolaban a China en aquellos años. Llegó a Hong Kong en 1951, y posteriormente se trasladó al Reino Unido en 1952 a la edad de 19 años. Ha pasado la mayor parte de su vida en Londres y Shanghái, y ha vivido algunos años en los Estados Unidos por cuestiones laborales. 
Fue la primera actriz china para unirse a Royal Academy of Dramatic Art en Londres. Protagonizó una versión teatral de la novela The World of Suzie Wong escrita en 1957 por Richard Mason. Chin obtuvo la ciudadanía británica algunos años después de migrar de China. Según reveló en su libro autobiográfico: "Me convertí en ciudadana británica y completé el proceso de asimilación con los británicos.
Es famosa por haber protagonizado con Christopher Lee cinco películas dedicadas al personaje de Fu Manchú. Interpretaba el rol de Lin Tang la hija del supervillano de ficción. La actriz China Chow es su sobrina.

## Tsai Chin como cantante
También grabó dos discos:
- The World Of Tsai Chin (1962)
- The Western World Of Tsai Chin (1965) LK 4717

Este último contiene una mezcla de baladas y canciones pop y "extravagantes", incluyendo algunos éxitos de amediados de los años sesenta, como Yeah Yeah! y Little Boxes, popularizada por el cantante folk Pete Seeger. El álbum también contiene Daisy Bell una canción en la que imitaba como broma el acento londinense.

## Filmografía
- The Inn of the Sixth Happiness (1958)
- The Face of Fu Manchu (1965)
- Las novias de Fu-Manchú (1966)
- La venganza de Fu Manchu (1967)
- Sólo se vive dos veces (1967)
- Fu Manchú y el beso de la muerte (1968)
- El castillo de Fu Manchu (1968)
- The Joy Luck Club (1993)
- Red Corner (1997)
- La intérprete (2005)
- Memorias de una geisha (2005)
- Wendy Wu: Homecoming Warrior (2006)
- Casino Royale (2006)
- Now You See Me 2 (2016)
- Abominable (2019)